# Бокер (Жерс)
Бокер (фр. Beaucaire) насеље је и општина у јужној Француској у региону Миди Пирене, у департману Жерс која припада префектури Кондом.
По подацима из 2011. године у општини је живело 283 становника, а густина насељености је износила 17,53 становника/km². Општина се простире на површини од 16,14 km². Налази се на средњој надморској висини од 97 метара (максималној 208 m, а минималној 85 m).

## Демографија
| 1962. | 1968. | 1975. | 1982. | 1990. | 1999. | 2011. |
| ----- | ----- | ----- | ----- | ----- | ----- | ----- |
| 303   | 345   | 312   | 297   | 305   | 277   | 283   |

График промене броја становника у току последњих година